# Шольц, Том
Дональд Томас (Том) Шольц (англ. Donald Thomas Scholz; род. 10 марта 1947 года, Толидо, штат Огайо, США) — американский рок-музыкант, композитор, изобретатель, инженер и филантроп, наиболее известный как основатель и единственный бессменный участник группы Boston.
Шольц попал в звукозаписывающую индустрию необычным образом. Будучи инженером MIT, увлекающимся музыкой, он спроектировал свою собственную студию звукозаписи в подвале многоквартирного дома. Первый альбом Boston был в основном записан в этой подвальной студии, с использованием устройств, которые Шольц разработал и изобрёл сам. После первоначального успеха группы он основал компанию Scholz Research & Development, Inc. для разработки и продажи своих собственных изобретений, многие из которых производились под брендом Rockman. В AllMusic Шольца называли «исключительно не-рок-н-ролльным персонажем, которому никогда не нравилось находиться в лучах славы»; вместо этого он предпочитал концентрироваться на музыке, производстве и изобретении нового электронного оборудования.

## Ранние годы
Том Шольц родился в Толедо, штат Огайо, и вырос в пригороде Оттавских холмов. Его отец, Дон Шольц, был строителем, который разбогател на недвижимости и основал компанию Scholz Design, предшественника Scholz Homes Inc.
В детстве Шольц учился игре на фортепиано. Он также всегда любил что-то мастерить или ремонтировать, начиная с картинга, заканчивая моделями самолётов. В 1965 году Шольц окончил среднюю школу Оттава Хиллз. Ещё до начала музыкальной карьеры он получил степень бакалавра (1969) и магистра (1970) в области машиностроения в Массачусетском технологическом институте и работал в корпорации Polaroid на позиции старшего инженера-конструктора. В то время Шольц проживал в Бостоне.

## Музыкальная карьера
Шольц увлёкся музыкой и начал записывать демо в своей домашней студии ещё во время работы в Polaroid. Эти демозаписи привлекли внимание Epic Records, которые заключили контракт с Шольцем и певцом Брэдом Делпом. И хотя Шольц полагал, что его демо были достаточно хороши для выпуска в качестве дебютного альбома Boston, Epic Records заставили перезаписать демо. Большую часть партий гитары, баса и клавишных исполнял сам Шольц, но изредка привлекались и другие музыканты. В Epic Records не хотели, чтобы альбом был полностью записан в доме Шольца, и предложили использовать студию звукозаписи, но большая часть того, что в итоге попало на альбом, действительно была записана его подвальном помещении. Одноимённый альбом был выпущен в 1976 году и стал самым продаваемым дебютным альбомом на то время. Из-за перфекционизма Шольца следующий альбом Don’t Look Back задержался на два года; ходили слухи, что одну из барабанных партий он заставил перезаписывать 108 раз. Когда он наконец увидел свет, Шольц был недоволен результатом, утверждая, что пластинка вышла под давлением звукозаписывающей компании. После этого Шольц заявил, что больше никогда не будет выпускать музыку, пока не будет полностью удовлетворён конечным продуктом. Вследствие этого третий альбом Бостона Third Stage появился только в 1986 году. Пластинка стала четырежды «платиновой», а песня «Amanda» достигла вершины хит-парадов. Шольц и Брэд Делп стали единственными участниками оригинального состава, которые отметились на альбоме.
Параллельно с карьерой музыканта Шольц также запустил производство собственной линейки гитарных эффектов под названием Rockman. Помимо прочего, устройства могли воспроизводить уникальный гитарный звук Boston. Оригинальные экземпляры Rockman со временем стали предметами коллекционирования.